# Sarah Walker (Badminton)

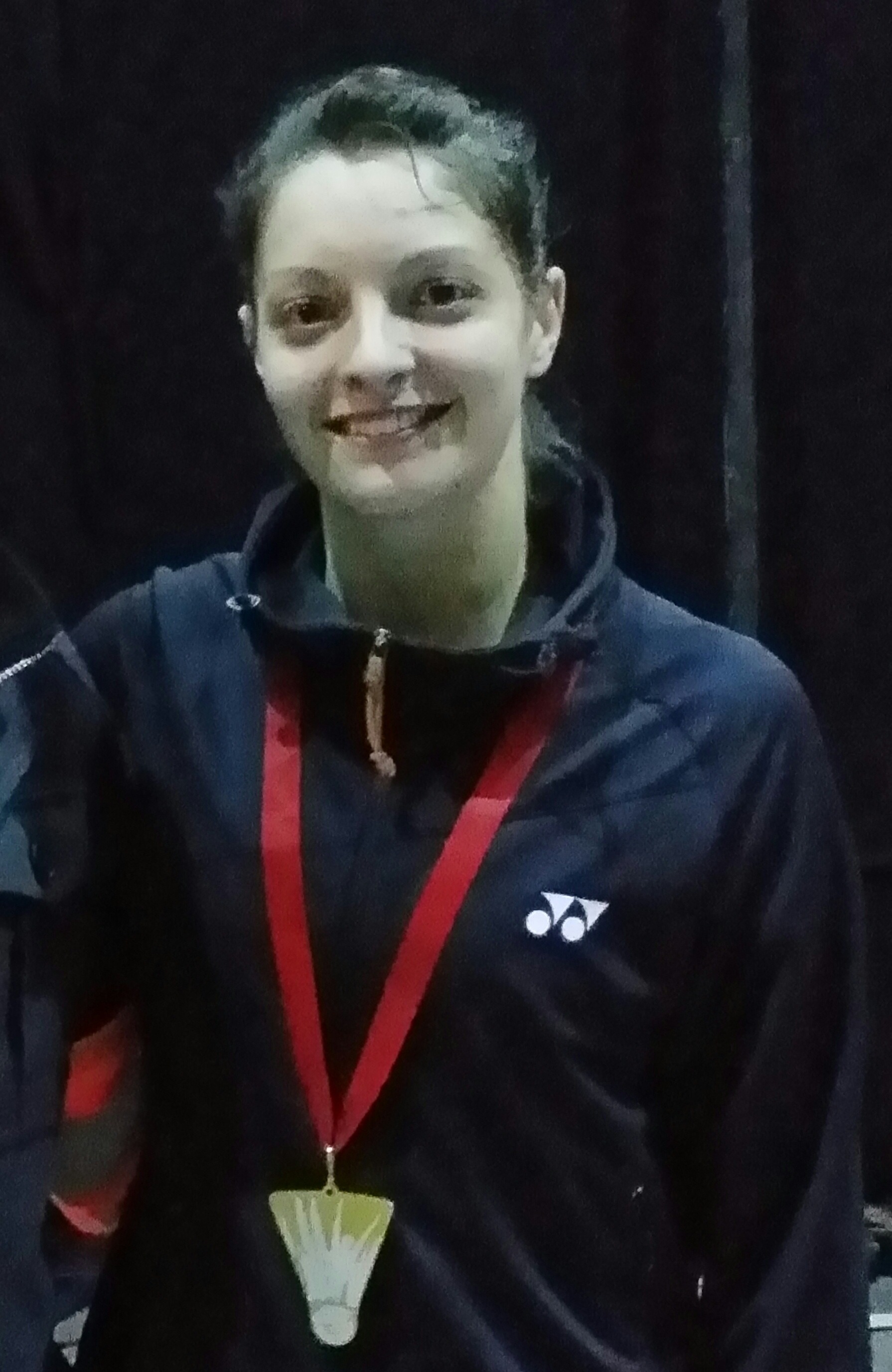
Sarah Walker

Sarah Walker (* 22. November 1989 in Essex) ist eine englische Badmintonspielerin.

## Karriere
Sarah Walker gewann 2007 Bronze bei der Junioren-Europameisterschaft und 2008 zwei Juniorentitel in England. 2007 wurde sie auch Dritte bei den Turkey International. Bei der Mannschaftseuropameisterschaft 2011 gewann sie Bronze mit dem englischen Team. Bei der Einzelweltmeisterschaft des gleichen Jahres reichte es dagegen nur zu Platz 33.

## Sportliche Erfolge
| Saison | Veranstaltung                             | Disziplin   | Platz | Name                         |
| ------ | ----------------------------------------- | ----------- | ----- | ---------------------------- |
| 2007   | Junioren-Europameisterschaft              | Damendoppel | 3     | Samantha Ward / Sarah Walker |
| 2007   | Türkei: Internationale Meisterschaften    | Damendoppel | 3     | Samantha Ward / Sarah Walker |
| 2008   | England: Einzelmeisterschaft der Junioren | Dameneinzel | 1     | Sarah Walker                 |
| 2008   | England: Einzelmeisterschaft der Junioren | Damendoppel | 1     | Sarah Walker / Laura Cousins |
| 2011   | Mannschaftseuropameisterschaft            | Team        | 3     | England                      |
| 2011   | Weltmeisterschaft                         | Dameneinzel | 33    | Sarah Walker                 |
| 2016   | Slovenia International 2016               | Damendoppel | 1     | Chloe Birch / Sarah Walker   |